# Фалькс

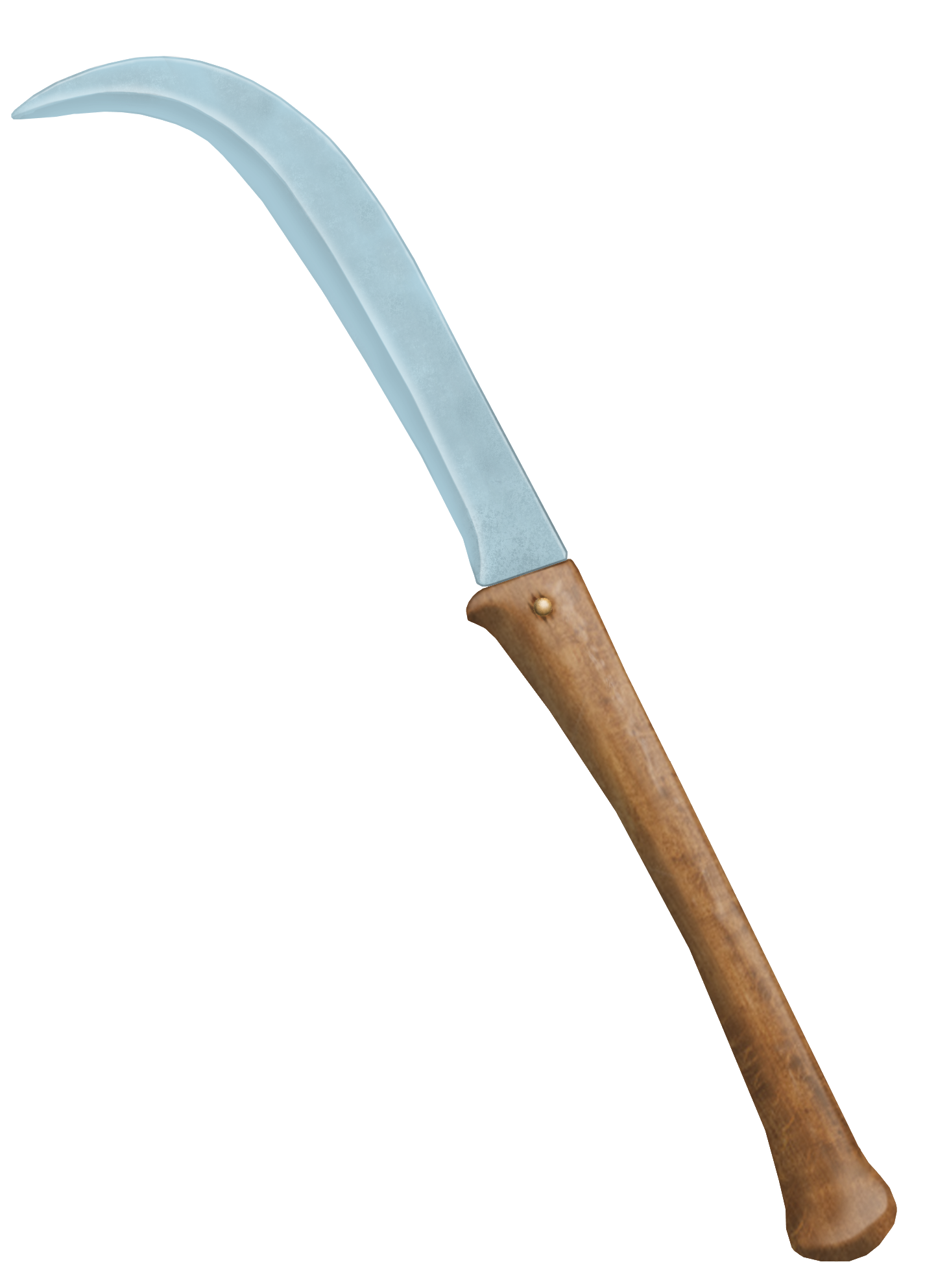
Фалькс имел сильно закруглённое, заточенное только изнутри лезвие

Фалькс (лат. falx — «серп», «коса») — двуручный боевой меч (серп), использовавшийся фракийцами и даками. Похож на ромфею, но значительно более изогнут.

## Описание
Фалькс представляет собой изогнутый клинок длиной 60-100 см, в середине и в основе — он шире, чем в остальных частях. Клинок крепился на длинной рукоятке, длиною до 1 м. Является гибридом копья, кривого меча и серпа. Фалькс использовался как двуручное оружие, и воин, вооруженный фальксом, не брал с собой щит. Длинная рукоятка обеспечивала держание фалькса широким хватом двумя руками, однако допускала и одноручный хват. Мощные рубящие удары фальксом наносились всей тяжестью тела сверху вниз, после чего происходило давление на рукоять. Благодаря широкому хвату и изогнутому лезвию создавался эффект косы — такой удар был очень сильным и разрушительным.

## Эффективность
Во время войн римлян с даками быстро обнаружилось, что фалькс является страшным и эффективным оружием. Ни доспехи, ни шлемы, ни щиты не могли устоять перед мощным ударом фалькса. Римский щит разрубался с 1-3 ударов, а доспехи и шлемы с 1-го. Г-подобное лезвие фалькса могло также служить для вырывания щитов у противника. Телу и плоти фалькс тоже наносил страшный урон. 
Разрубленные пополам римляне в полном доспехе — было не редкостью.
 Более слабые удары вырывали из тел куски мяса и оставляли страшные зияющие раны.